# Rescue Dawn
Pour plus de détails, voir Fiche technique et Distribution.
Rescue Dawn ou Secours à l'aube au Québec est un film américain réalisé par le cinéaste allemand Werner Herzog, sorti en 2006.
Le film est tiré de l'histoire vraie de l'officier américain d'origine allemande Dieter Dengler (interprété par l'acteur gallois Christian Bale), parvenu à s'échapper d'un camp de prisonniers au Laos durant la guerre du Viêt Nam en 1966. En 1997, Werner Herzog avait déjà réalisé un documentaire sur le sujet, Little Dieter Needs to Fly.

## Synopsis
Pilote dans l’aéronavale américaine, le lieutenant Dieter Dengler est envoyé en mission secrète au-dessus du Laos au début du mois de février 1966, son objectif étant de bombarder les voies d'approvisionnement de l'armée nord-vietnamienne. Abattu en plein vol, il parvient à se sortir du crash de son avion, mais est rapidement capturé par des miliciens du Pathet Lao. Après avoir subi diverses tortures et humiliations, il est emmené dans un camp de prisonniers. Parmi ses cinq compagnons d'infortune, se trouvent deux autres aviateurs américains, le lieutenant Duane W. Martin et le sergent Eugene DeBruin, ce dernier étant captif depuis plus de deux ans.

## Le livre
- Ce film est tiré du récit autobiographique Escape from Laos de Dieter Dengler paru en 1979.
- Reçu comme pilote de chasse au sein de l'aéronavale américaine, le jeune lieutenant Dengler est affecté en 1965 sur le porte-avions USS Ranger (CV-61) qui croise au large du Nord-Vietnam. Abattu lors de sa première mission secrète au-dessus du Laos, en février 1966, rescapé du crash de son avion (un Douglas A-1 Skyraider), mais capturé par les miliciens communistes de Pathet Lao, Dieter Dengler va subir de nombreuses tortures et humiliations avant d'être emmené dans un camp de prisonniers où il retrouvera cinq autres compagnons d'infortune, dont deux aviateurs américains. En découvrant que l'un de ces aviateurs est prisonnier depuis déjà deux ans, sans espoir proche de libération, Dieter Dengler comprend qu'il lui faut s'échapper ou mourir. Après cinq mois de tortures, de privations et d'affaiblissement psychologique, Dengler réussit à s'évader avec ses compagnons. Traqués par les miliciens, abandonnés à la fureur de la jungle pendant plus de trois semaines, tous ne réussiront pas à suivre.

## Fiche technique
- Titre original et français : Rescue Dawn
- Titre québécois : Secours à l'aube
- Réalisation : Werner Herzog
- Scénario : Werner Herzog, d'après le livre autobiographique de Dieter Dengler
- Producteurs : Elton Brand et Steve Marlton
- Directeur de la photographie : Peter Zeitlinger
- Musique : Klaus Badelt
- Pays d'origine :  États-Unis
- Langue : anglais
- Lieux de tournage : Thaïlande
- Genre : Guerre, biopic
- Durée : 125 minutes
- Budget : 10 millions de $
- Dates de sortie : 
  - Canada : 9 septembre 2006 (première au Festival international du film de Toronto) ; juillet 2007 (sortie nationale)
  - États-Unis : 27 juillet 2007
  - France : 5 juin 2008, le film est sorti directement en DVD avec le doublage québécois

## Distribution

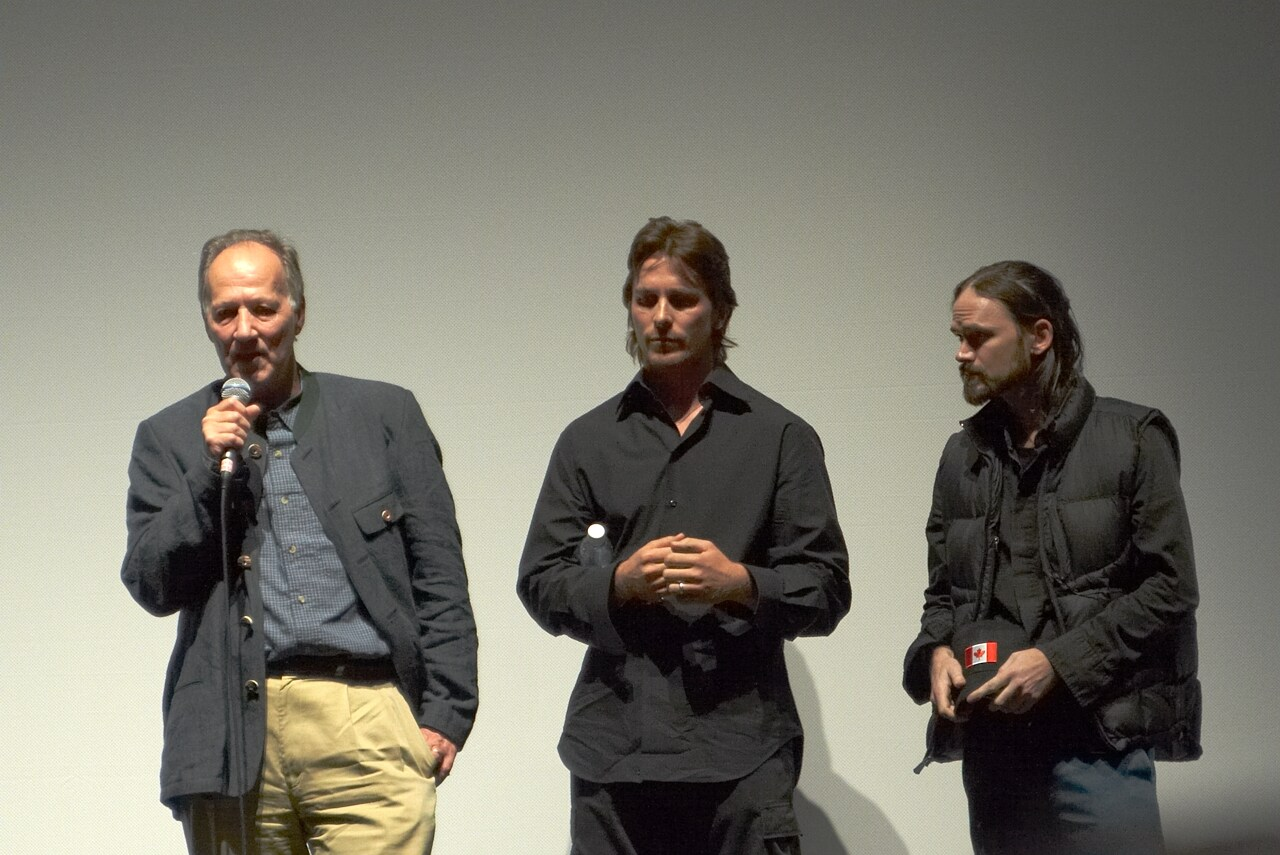
Le réalisateur Werner Herzog, et les acteurs Christian Bale et Jeremy Davies, à la première du film à Toronto.

- Christian Bale (VQ : Antoine Durand) : Lieutenant Dieter Dengler
- Steve Zahn (VQ : Louis-Philippe Dandenault) : Lieutenant Dwayne Martin
- Jeremy Davies (VF : Jean-Philippe Puymartin ; VQ : Martin Watier) : Sergent Gene DeBruin
- Marshall Bell (VQ : Denis Mercier) : Amiral Berrington
- Toby Huss (VQ : Éric Gaudry) : Lieutenant Spook, chef de l'escadrille
- Chris Tallman (VQ : Olivier Visentin) : DJ
- François Chau (VQ : François L'Écuyer) : Gouverneur de la province

 Source et légende : version québécoise (VQ) sur Doublage.qc.ca

## Autour du film
- Pour interpréter le rôle de Dieter Dengler, très affaibli à l'issue de plusieurs mois de détention et de son périple dans la jungle, Christian Bale a dû perdre près de 20 kg avant le tournage, une performance physique néanmoins inférieure à celle rendue nécessaire pour sa prestation dans The Machinist en 2004 qui avait nécessité de sa part de perdre environ 28 kg. La perte de poids du personnage de Dengler apparaissant de manière progressive à l'écran, le film a été tourné "à l'envers", au fur et à mesure que Christian Bale retrouvait son poids normal.
- Le scénario du film a pris plusieurs libertés avec la réalité historique. Ainsi, le personnage de Dieter Dengler apparait comme l'incontestable héros de l'histoire, l'unique maitre d'œuvre de l'évasion, alors que des plans en ce sens avaient déjà été échafaudés par les autres prisonniers avant son arrivée dans le camp. Inversement, ses compagnons de détention apparaissent sous un jour plus torturé, notamment Gene DeBruin, présenté dans le film comme un peureux à la limite de la folie, prêt à trahir ses compagnons. La famille de Gene DeBruin s'en est émue à la sortie du film et à notamment reçu l'appui de Pisidhi Indradat (capturé en même temps que DeBruin et qui est, avec Diegler, l'un des deux seuls à avoir survécu à l'évasion), qui a témoigné du courage et de la loyauté de DeBruin.
- Pour simuler le Ranger, le porte-avions thaïlandais Chakri Naruebet a été loué par le studio.
- Sur l'avion de Dengler est dessiné un logo représentant Robert-le volant (Die Geschichte vom fliegenden Robert) du livre Der Struwwelpeter.
- Dans la scène représentant le Skyraider crashé de Dengler, il s'agit de la dérive et du fuselage d'un T-6 Texan.